# 도피
도피(逃避)는 불안으로부터 피하기 위해서 사람들이 선택하는 길이다. '도피'란 자기 자신임을 전면적으로 버리는 것이다. 자기 자신이라는 사실을 부인하는 것에 의해서 아무런 불안도 느끼지 않고 생활할 수 있는 것이 가능하게 되는 것이다.도피의 방향은 크게는 세 가지로 생각할 수 있다. 첫째는 자기자신을 보다 큰 집단에 맡겨 버리는 길이 있다. 그것은 국가라도 좋고, 가정이라도 좋고, 기업이라고 해도 좋으며 조직이라도 좋다. 어떻든 무엇인가의 집단과 일체화하는 것으로 해서 자기를 전면적으로 보다 큰 집단에 맡겨 버리고 말아서 그에 따라 자기의 책임을 방기(放棄)하는 것이다. 둘째는 일상적으로 자기의 마음을 끄는 것에 의해서 자아라든가 이데올로기와 같은 자기를 괴롭히는 문제를 잊어버리는 길이 있다. 찰나적 향락이 이러한 도피의 일반적 형태이다. 셋째는 어느 한정된 범위 안에서만 주체성을 찾고, 거기에 만족하는 것을 찾아내는 길이다.
이 한정된 범위 안에서는 그는 자기자신을 버리고 있지는 않다. 그러나 그것을 한걸음 넘어섰을 때는 그는 자기를 상실하고 파동(波動)에 몸을 맡기고 만다. 소위 마이홈(my home) 주의 등이 이 예인 것이다. 물론 도피의 이러한 방향은 현실생활에서는 서로 중첩되어 있다. 예를 들면, 마이홈 주의자는 어느 의미에서는 찰나적 향락을 가정에 찾고 있는 것이며 또한 밖에서는 용이하게 기업과 일체화하고 있는 것과 같다.

## 해결
욕구가 충족되지 못하고 위기가 앞에 나타났을 때 제일 간단한 해결방법은 그 자리를 피하는 길이다. 도피는 물론 근본적, 궁극적인 해결책은 되지 않지만 일시적이나마 불쾌한 경험을 면할 수 있는 방법이다. 도피에는 여러 가지 형이 있다. (1) 현실도피. 학교가 싫은 어린이는 실지로 학교에서 도망한다. (2) 특정영역(特定領域)으로의 도피. 술이나 마작에 빠짐으로써 불쾌한 일을 한동안은 잊을 수 있다. (3) 망각. 자기에게 불리한 일들만 골라서 잊을 수 있다. 빌려준 돈은 기억해도 빌어 쓴 돈은 잘 잊는 경우이다. (4) 내적(內的) 도피. 자기의 마음 속의 세계로 도피하여 마음의 뚜껑을 닫아버리고 외부세계에 대한 무관심을 가장한다. 정치적으로 무력한 사람이 정치에 무관심한 태도를 취하는 것이 이런 예이다. (5) 백일몽. 현실생활을 똑바로 보지 않고 망상의 세계에 산다. (6) 병(病)으로의 도피. 생존경쟁을 하지 않아도 되게 심리적 원인에서 히스테리 같은 신체질환을 일으킨다. 꾀병은 병이라는 것을 스스로 알면서 남을 속이는 경우이고 심리적 원인으로 인한 병(心因性疾患)은 당사자 자신도 속고 있는 상태이다. 젊은이의 결핵은 대부분이 심인성이라는 의견까지 있는 형편이다. 그러나 심인성 질환에는 이렇게 도피기제(逃避機制)에서 오는 것과 심리적 원인으로부터 직접 신체이상이 생기는 것의 두 가지가 있다. 후자의 경우는 심인성의 자율신경계기능(自律神經系機能)에 이상이 생겨 위장장애를 유발하는 경우 등이다.

## 같이 보기
- 도피성